# واگرایش سازشی

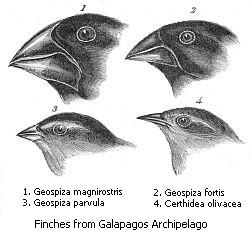
چهار گونه از ۱۴ گونه سهره موجود در مجمع‌الجزایر گالاپاگوس، که تصور می‌شود به شیوه واگرایش سازشی تکامل یافته‌اند که شکل نوک آنها را متنوع کرده و آنها را قادر می‌سازد تا از منابع غذایی مختلف بهره‌برداری کنند.

در زیست‌شناسی فرگشتی، واگرایش سازشی (به انگلیسی: Adaptive radiation)، فرآیندی است که در آن موجودات زنده به سرعت از گونه‌های اجدادی به چندین شکل جدید تنوع می‌دهند، به‌ویژه زمانی که تغییر در محیط، منابع جدیدی را در دسترس قرار می‌دهد، تعاملات زیستی را تغییر می‌دهد یا کنام‌های محیطی جدیدی را باز می‌کند. این فرایند با آغاز یک نیای واحد، منجر به گونه‌زایی و سازگاری فنوتیپی مجموعه‌ای از گونه‌ها می‌شود که ویژگی‌های ریخت‌شناسی و فیزیولوژیکی متفاوتی را نشان می‌دهند. نمونه اولیه واگرایش سازشی، گونه‌زایی سهره‌ها در گالاپاگوس ("سهره‌های داروین") است، اما نمونه‌هایی از آن در سراسر جهان شناخته شده است.
نام دیگر واگرایش سازشی یا سازگاری با شرایط محیطی دگرگشت تا فرگشت است

## ویژگی‌ها
برای شناسایی یک واگرایش سازشی می‌توان از چهار ویژگی استفاده کرد:
1. یک اصل و نسب مشترک گونه‌های جزء: به‌طور خاص یک اصل و نسب اخیر. توجه داشته باشید که این همان تک‌تباری نیست که همه فرزندان یک جد مشترک در آن گنجانده شوند.
2. یک همبستگی فنوتیپ-محیط: ارتباط معنی داری بین محیط‌ها و صفات ریخت‌شناسی و فیزیولوژیکی مورد استفاده برای بهره‌برداری از آن محیط‌ها.
3. سودمندی صفت: مزایای عملکرد یا سازواری ارزش‌های صفت در محیط‌های مربوط به آنها.
4. گونه‌زایی سریع: حضور یک یا چند انفجار در ظهور گونه‌های جدید در حدود زمانی که واگرایی بوم‌شناختی و فنوتیپی در حال انجام است.

## شرایط
پنداشته می‌شود که واگرایش سازشی توسط یک فرصت بوم‌شناختی یا یک منطقه سازگاری جدید ایجاد می‌شوند. منابع فرصت‌های زیست‌محیطی می‌تواند از دست دادن آنتاگونیست‌ها (رقیبان یا شکارچیان)، تکامل یک نوآوری کلیدی یا پراکندگی در یک محیط جدید باشد. هر یک از این فرصت‌های بوم‌شناختی این پتانسیل را دارد که منجر به افزایش اندازه جمعیت و انتخاب تثبیت‌کننده (محدودکننده) شود. از آنجایی که تنوع ژنتیکی با اندازه جمعیت همبستگی مثبت دارد، جمعیت گسترش‌یافته در مقایسه با جمعیت اجدادی آن تنوع ژنتیکی بیشتری خواهد داشت. با کاهش انتخاب تثبیت‌کننده، تنوع فنوتیپی نیز می‌تواند افزایش یابد. علاوه بر این، رقابت درون‌گونه‌ای افزایش می‌یابد و گزینش واگرا را برای استفاده از طیف گسترده‌تری از منابع ترویج می‌کند. این انتشار بوم‌شناختی توانیی گونه‌زایی بوم‌شناختی و در نتیجه واگرایش سازشی را فراهم می‌کند.

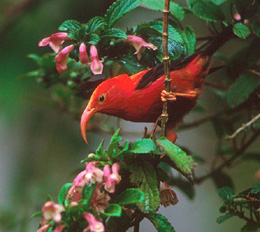
یک ایوی (Drepanis coccinea) دارای نوک بلند و خمیده برای نوشیدن شهد از گل‌های لوله‌ای است.

اشغال یک محیط جدید ممکن است در شرایط زیر صورت گیرد:
1. زیستگاه جدیدی باز شده است: برای مثال یک آتشفشان می‌تواند زمین جدیدی در میان اقیانوس ایجاد کند. این مورد در جاهایی مانند هاوایی و گالاپاگوس است. برای گونه‌های آبزی، تشکیل یک زیستگاه بزرگ از دریاچه جدید می‌تواند با همین هدف خدمت کند. جنبش تکتونیکی که کافت شرق آفریقا را تشکیل داد و در نهایت منجر به ایجاد دریاچه‌های دره‌کافتی شد، نمونه‌ای از این امر است. یک رویداد انقراض می‌تواند به‌طور مؤثر به همین نتیجه برسد و کنام‌هایی را باز کند که در گذشته توسط گونه‌هایی که دیگر وجود ندارند، اشغال شده بودند.
2. این زیستگاه جدید نسبتاً دورافتاده است. هنگامی که یک آتشفشان در سرزمین اصلی فوران می‌کند و یک جنگل کناری را از بین می‌برد، این احتمال وجود دارد که گونه‌های گیاهی و جانوری زمینی که در گذشته در منطقه تخریب‌شده زندگی می‌کردند، بدون اینکه تکامل زیادی پیدا کنند، دوباره اشغال شوند. با این حال، اگر یک زیستگاه تازه تشکیل‌شده جدا شود، گونه‌هایی که در آن اشغال می‌شوند احتمالاً تا اندازه‌ای تصادفی و نامعمول وارد می‌شوند.
3. زیستگاه جدید دارای فضای کنام گسترده است. اشغال‌کننده نادر فقط می‌تواند به شکلی سازگار به تعداد کنام‌ها واگرایی ایجاد کند.[۳]

### سهره‌های داروین
سهره‌های داروین نمونه کتاب درسی پرکاربرد واگرایش سازشی هستند. امروزه سهره‌های داروین با تقریباً ۱۵ گونه نشان داده می‌شوند، بومی گالاپاگوس هستند که به داشتن رفتار تغذیه‌ای ویژه شناخته شده هستند (اگرچه یکی از گونه‌های آن، سهره نارگیل (Pinaroloxias inornata)، در گالاپاگوس یافت نمی‌شود، بلکه در جزیره کوکوس در جنوب کاستاریکا یافت می‌شود. سهره‌های داروین در واقع به معنای واقعی سهره نیستند، بلکه اعضای خانواده فرخندگان هستند و از یک نیای جداگانه گرفته شده‌اند که شاید تنها ۳ میلیون سال پیش از سرزمین اصلی آمریکای جنوبی به گالاپاگوس وارد شده است. به استثنای سهره نارگیل، هر گونه از سهره‌های داروین به‌طور کلی در گالاپاگوس پراکنده است و در هر جزیره، همان کنام را پر می‌کند. این کنام برای سهره‌های زمینی، رژیمی از دانه است و دارای نوک کلفت برای مصرف این مواد سخت است. سهره‌های زمینی بیشتر برای خوردن دانه‌هایی با اندازه خاص ویژگی یافتند: سهره زمینی بزرگ (Geospiza magnirostris)، بزرگ‌ترین گونه سهره داروین است و دارای کلفت‌ترین نوک برای شکستن سخت‌ترین دانه‌ها است، سهره زمینی کوچک (Geospiza fuliginosa) یک نوک کوچک برای خوردن دانه‌های کوچک‌تر و سهره زمینی میانی (Geospiza fortis) دارای نوکی با اندازه متوسط برای مصرف بهینه دانه‌های با اندازه متوسط (نسبت به G. magnirostris و G. fuliginosa) است. برخی از همپوشانی‌ها وجود دارد: برای نمونه، قوی‌ترین سهره‌های زمینی میان‌جثه می‌توانند نوکی بزرگ‌تر از کوچک‌ترین سهره‌های زمینی بزرگ داشته باشند. به دلیل این همپوشانی، شناسایی گونه‌ها با چشم دشوار است، اگرچه آهنگ‌های آنها متفاوت است. این سه گونه اغلب به صورت هم‌جای وجود دارند، و در طول فصل بارانی در گالاپاگوس که غذا فراوان است، تخصص کمی دارند و همان غذاهایی را می‌خورند که به راحتی در دسترس است. تا زمانی که پیتر و رزماری گرانت رفتار تغذیه آنها را در فصل خشک طولانی مطالعه کردند و متوجه شدند که وقتی غذا کمیاب است، سهره‌های زمینی از نوک تخصصی خود برای خوردن دانه‌هایی که بهترین هستند استفاده می‌کنند، به خوبی درک نمی‌شد که چرا نوک آن‌ها این اندازه سازگار و مناسب برای خوردن و در نتیجه اجتناب از گرسنگی است.
دیگر سهره‌ها در گالاپاگوس به‌طور مشابه و به‌طور ویژه برای جایگاه خاص خود سازگار شده‌اند. سهره‌های زمینی (Geospiza sp.) نوک‌های بلندتری نسبت به سهره‌های زمینی دارند که به آنها اجازه می‌دهد از شهد و گرده کاکتوس انجیر تیغی در حالی که این گیاهان گل می‌دهند تغذیه کنند، اما در دیگر روزهای سال از دانه‌ها تغذیه کنند. سهره‌ها (Certhidea sp.) دارای نوک کوتاه و تیز برای خوردن حشرات هستند. سهره دارکوبی (Camarhynchus pallidus)، نوکی باریک دارد که از آن برای چیدن چوب در جستجوی حشرات استفاده می‌کند. همچنین از چوب‌های کوچک برای رسیدن به طعمه حشرات در داخل چوب استفاده می‌کند و آن را به یکی از معدود جانورانی تبدیل می‌کند که از ابزار استفاده می‌کنند.
سازوکاری که به وسیله آن سهره‌ها در ابتدا تنوع پیدا کردند، هنوز در حوزه پژوهش‌های فعال است. یک پیشنهاد این است که سهره‌ها توانستند یک رویداد گونه‌زایی غیرتطبیقی و گونه‌زایی ناهمجا در جزیره‌های جداگانه در این مجمع الجزایر داشته باشند، به طوری که وقتی در برخی جزیره‌ها دوباره همگرا شدند، توانستند انزوای تولیدمثلی را حفظ کنند. هنگامی که آنها در همجایی یافت شدند، تخصص ویژه مورد علاقه را نشان دادند تا گونه‌های مختلف کمتر به‌طور مستقیم برای منابع رقابت کنند. این دومین رویداد همجایی برای واگرایش سازشی بود.